# Chris Goulding
Christopher James "Chris" Goulding (Launceston, Tasmania, 24 de octubre de 1988) es un jugador de baloncesto australiano que pertenece a la plantilla de los Cangrejeros de Santurce de la BSN de Puerto Rico.

## Biografía
Goulding nació y creció en Launceston (Tasmania) pero se mudó a Queensland cuando era aun un adolescente, donde era alumno del Brisbane State High School.

## Carrera profesional

### NBL
Goulding empezó su carrera en la NBL como un jugador de desarrollo en los Brisbane Bullets durante la temporada 2006–07 NBL season. En 2008, él se unió a los Perth Wildcats para la temporada 2008–09.
En junio de 2009, Goulding firmó con los Gold Coast Blaze y se reunió con su entrenador en los Bullets, Joey Wright.
En agosto de 2012, siguiendo la decisión de los Gold Coast Blaze's de retirarse de la NBL debido a los problemas económicos que atravesaba el club, Goulding firmó con los Melbourne Tigers para la temporada 2012–13. En el 2012 NBL All-Star game disputado en el Adelaide Arena el 22 de diciembre de 2012, Goulding fue el máximo anotador del partido con 24 puntos. Esto, unido al resto de sus estadísticas del partido, le valieron el premio de MVP del partido.
El 19 de abril de 2013, Goulding renovó su contrato con los Tigers por otros dos años.
En julio de 2013, Goulding se unió a los Cleveland Cavaliers para la NBA Summer League.
El 9 de marzo de 2014, Goulding marcó su récord personal con 50 puntos en un partido, tras jugar los 40 minutos completos de la victoria de su equipo 92-82 frente a los Sydney Kings. Esto lo convirtió en el primer jugador en lograr los 50 puntos en un partido jugando los 40 minutos.
En julio de 2014, Goulding se unió a los Dallas Mavericks para la NBA Summer League.

### Europa
El 22 de julio de 2014, Goudling firmó un contrato de un años de duración con el CAI Zaragoza de la Liga ACB.

## Selección nacional
Disputó el Mundial de 2014 celebrado en España y los Juegos Olímpicos de Tokio 2020.
En verano de 2021, fue parte de la selección absoluta australiana que participó en los Juegos Olímpicos de Tokio 2020, que ganó la medalla de bronce.
Durante agosto y septiembre de 2023 fue integrante de la selección de Australia que participó en el Mundial de 2023 celebrado en Asia, y que finalizó en décimo lugar.